# かわい果南
かわい果南（かわい かなん、1983年8月30日 - ）は、日本のAV女優。ピースプロモーション所属。
出身地：東京都、血液型：O型 、身長：158cm 、スリーサイズ：B 86(D)cm W 56cm H 83cm。

## 作品

### アダルトビデオ
- 新人 かわい果南 宇宙的美少女（2004年11月11日、エスワン）
- ギリモザ かわい果南 ギリギリモザイク（2004年12月11日、エスワン）
- 凌辱 美少女愛玩調教（2005年1月11日、エスワン）
- ギリモザ 猥褻拘束マニアックス（2005年2月11日、エスワン）
- ギリギリモザイク 淫乱美少女・男狩り（2005年3月11日、エスワン）
- ギリギリモザイク セックス好きの変態女教師（2005年4月11日、エスワン）
- ギリギリモザイク アナタの代わりに叱られてあげる（2005年5月19日、エスワン）
- 接吻妄想劇場5（2005年6月1日、MOODYZ）
- ギリギリモザイク 初レズ〜ねっとり濃厚キス〜（2005年6月19日、エスワン）共演：米倉夏弥
- 最高のオナニーのために （2005年7月1日、MOODYZ）
- デジタルモザイクVol.081（2005年8月1日、MOODYZ）
- 妄想痴女マガジン（2005年9月1日、MOODYZ）
- フェラチオ★シスター（2005年10月1日、MOODYZ）
- 拷問くらぶ 鬼畜汚辱編（2005年12月1日、MOODYZ）
- イカセ4本番デジタルモザイク（2006年1月13日、MOODYZ）
- 快感アナルFUCK（2006年2月1日、MOODYZ）
- かわい果南×ギリギリモザイク かわい果南 COLLECTION1（2006年9月7日、エスワン）